# Satsobek
Satsobek, també Sitsobek o Zatsobek ("Filla de Sobek") va ser una reina egípcia de la XIII dinastia. Portava els títols de "Gran Esposa Reial" i "Unida amb la corona blanca". Fins ara només se la coneix per un segell d'escarabat que es troba avui en una col·lecció privada. Aquesta peça es pot datar per motius estilístics en la dinastia XIII. El seu marit segueix sent desconegut.
El seu nom està escrit Sasobek, sense que la t femenina a "Sat" (filla). Pot ser un simple error o una abreviació, però també és possible que utilitzés un nom masculí Sasobek (fill de Sobek). Els noms masculins per a les dones són habituals en aquest període.